# Agha Petros

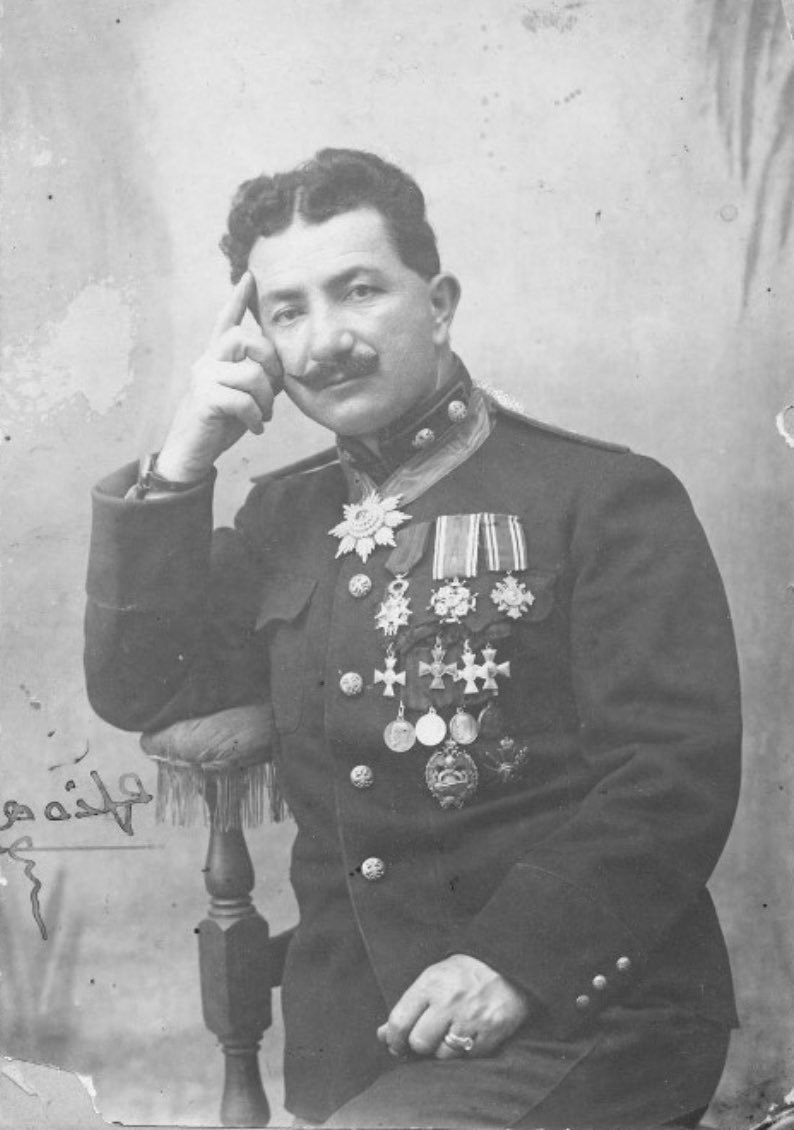
Agha Petros

Agha Petros (syriska: ܐܓܐ ܦܜܪܘܣ), född 1 april 1880, död 2 februari 1932, var en assyrisk militärgeneral under första världskriget.